# Trachycephalus cunauaru
Trachycephalus cunauaru es una especie de anfibio anuro de la familia Hylidae.

## Distribución geográfica
Esta especie se encuentra en Brasil, Bolivia y Perú. 
Su presencia es incierta en Colombia, Venezuela y Ecuador.

## Apariencia
La rana macho adulta mide en promedio 67.2 mm de largo y la hembra 78.2 mm. Es nocturna y vive en los árboles por casi todo de su vida.

## Nombre
El nombre "cunauaru" es del idioma de la gente indígena amazónico: "cunhã" para "esposa" y "arú" para "sapo." Refiriere a que el macho llama a la hembra durante el noche pero también es onamatopoyético para sus voces sí mismos.

## Publicación original
- Gordo, Toledo, Suárez, Kawashita-Ribeiro, Ávila, Morais & Nunes, 2013: A new species of Milk Frog of the genus Trachycephalus Tschudi (Anura, Hylidae) from the Amazonian rainforest. Herpetologica, vol. 69, p. 466–479.[4]